# Normanska dinastija
Normanska dinastija ili Rolonidi je uobičajeno ime za normanske plemiće koji su bili grofovi Rouena i vojvode Normandije, a nakon normanskog osvajanja Engleske (1066.) engleski kraljevi. Dinastija je trajala do 1154., kada je na vlast došla dinastija Plantagenet. Iz ove vladarske dinastije dolaze imena kao što su Vilim Osvajač i njegovi potomci sve do 1135. godine. Nakon toga su ju osporavali Vilimovi unuci Matilda i Stjepan iz kuće Blois.
Ime Rolonidi dolazi od imena glavnog Vikinga Rolona, koji je vladao Normandijom.
Ogranak ove dinastije su Rikardidi (po Rolonovu unuku Rikardu).
Normanski monarsi su bili: 
u Normandiji:
- grofovi (jarl)
- Rolon (negdje i kao Robert I.), grof Rouena, jarl Normana (911. – 927.)
- Vilim I. Dugi mač, grof Rouena, jarl Normana (927. – 942.)
- Rikard I. Neustrašivi, vojvoda Normandije, jarl Normana, prvi koji se nazvao markizom (943. – 996.)
- vojvode
- Rikard II. Dobri, vojvoda Normandije  (996. – 1026.)
- Rikard III., vojvoda Normandije (1026. – 1027.)
- Robert I. Veličanstveni, vojvoda Normandije  (1027. – 1035.)
- Vilim I. Osvajač, vojvoda Normandije  (1035. – 1087.), kralj Engleske (1066. – 1087.)
- Robert II. Kratke hlače, vojvoda Normandije  (1087. – 1106.)
- Henrik I., vojvoda Normandije (1106. – 1134.), kralj Engleske (1100. – 1134.)

u Engleskoj:
- Vilim I. Osvajač, 1066. – 1087.
- Vilim II. Riđi, 1087. – 1100.
- Henrik I., 1100. – 1135.
- Matilda Engleska, 1135. – 1153.[1]
- Stjepan (neagnatski; pripadnik vladarske kuće Blois), 1135. – 1154.

u Flandriji:
- Vilim I. Clito, pretendent na englesko i normandijsko prijestolje, grof Flandrije (1127. – 1128.)